# کوزه‌گر تپه سی
کوزه‌گر تپه سی مربوط به دوره هخامنشی است و در شهرستان ابهر، بخش مرکزی، دهستان دولت‌آباد، ۸۷۰م شرق روستای نایجوک واقع شده و این اثر در تاریخ ۲۶ دی ۱۳۸۶ با شمارهٔ ثبت ۲۰۵۳۷ به‌عنوان یکی از آثار ملی ایران به ثبت رسیده است.